# Leo Appelt
Leo Appelt (Hanôver-Baixa Saxônia, 26 de maio de 1997) é um ciclista alemão
Em 2013 foi campeão júnior em estrada no Festival Olímpico da Juventude Europeia, e subcampeão na prova contrarrelógio do mesmo evento.
Em 2015 proclamar-se-ia campeão no Campeonato Mundial de Ciclismo em Estrada de 2015 de Richmond, na prova contrarrelógio juniores.

## Palmarés

### Júnior
- 2013
- Festival Olímpico da Juventude Europeia em Estrada Júnior[3] 
  - 2.º no Festival Olímpico da Juventude Europeia Contrarrelógio Júnior[3]

- 2015
- Campeonato Mundial Contrarrelógio Junior